# Zdiby (zámek)
Zámek Zdiby se nachází na východním okraji obce Zdiby. Je chráněn jako kulturní památka České republiky.

## Dějiny

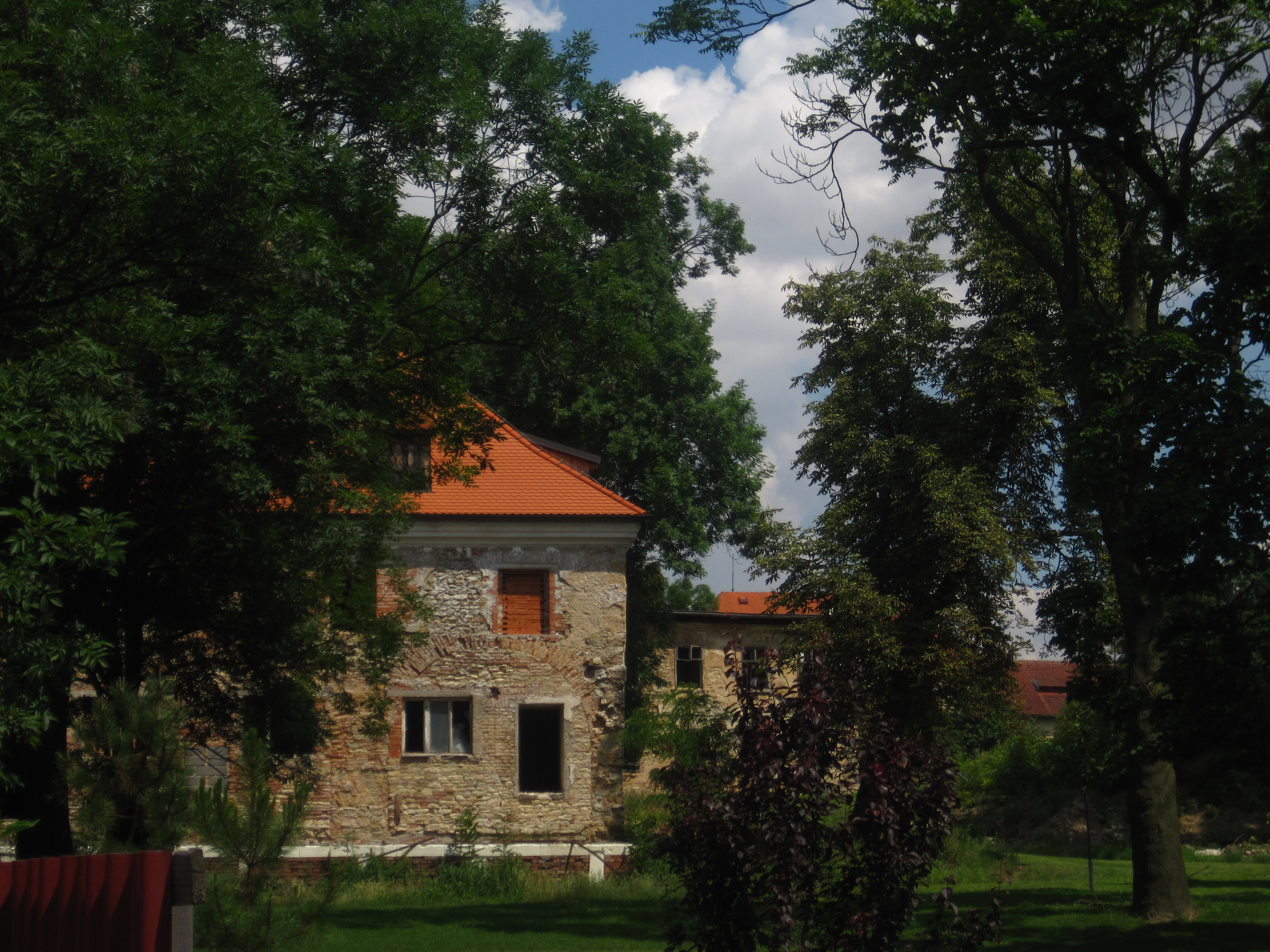
Zdibský zámek s parkem a pivovarem

Na místě současného zámku stávala původně renesanční tvrz, vystavěná po roce 1608. V dnešní budově se z ní dochovaly tři sklepní prostory a část současného přízemí. Za třicetileté války byla tvrz poničena a v letech 1659–1669 byla přestavěna na raně barokní zámek. Při této přestavbě dostal zámek trojkřídlou podobu.
Další přestavbou prošel roku 1797, kdy se změnil v jednokřídlou budovu. Roku 1877 se za 175 000 zlatých stali Martin Stejskal a jeho žena Marie, pivovarníci ze Smíchova, vlastníky zdibského zámečku včetně polí, luk, zahrad, pastvin, lesa, pivovaru a cihelny. Dědicové pokračovali v hospodaření na zdibském statku až do komunistického převratu v únoru roku 1948.
V letech socialistického hospodaření se na zámku vystřídalo několik uživatelů. Historickou ironií je, že posledním uživatelem byl Státní ústav pro rekonstrukci památek, přes jehož smělé plány na adaptaci byl vydán na zámek v roce 1989 demoliční výměr, k demolici sice nedošlo, zámek však zpustl a zarostl náletovými dřevinami.
V roce 1992 byl objekt zámku předán v restituci potomkům původních majitelů, kteří započali s rekonstrukcí zámku.

## Pivovar
První pramenná zmínka o existenci pivovaru ve Zdibech je z roku 1727. Ale již od poloviny 17. století existují zprávy o zdejší „krčmě se svobodným šenkem“, což však ale neznamená, že musela odebírat pivo z místního pivovaru. Po převzetí objektu původními majiteli (v rámci restituce) prochází rekonstrukcí zámek a také zámecký pivovar.